# Charles d'Autriche-Styrie (évêque)
Pour les articles homonymes, voir Charles d'Autriche.
L'archiduc Charles d'Autriche dit le Posthume, ou Charles-Joseph d'Autriche (né le 7 août 1590 à Graz et mort le 27 ou 28 décembre 1624 à Madrid) est prince-évêque de Breslau, évêque de Brixen et le 43e grand maître de l'ordre Teutonique.

## Biographie
Fils de l’archiduc Charles II de la lignée des Habsbourg-Styrie et de Marie de Bavière, Charles est le frère de l’empereur Ferdinand II et de l'évêque de Strasbourg Léopold.
Charles étant né deux mois après la mort de son père, il reçoit l'épithète de Charles le Posthume. Destiné dès son enfance à une carrière religieuse, il est d'abord chanoine de Passau, Salzbourg, Trente et Brixen. Son éducation et sa formation sont assurées par le futur évêque de Seckau, Jacques Ier Eberlein (de).
Le 7 juillet 1608, Charles est élu évêque de Breslau et fait son entrée solennelle dans cette ville le 14 décembre 1608, où il est accompagné de l’évêque de Lavant Georges-Stobée (de). Jean-Jacques de Lamberg (de), l’évêque de Gurk, est en poste auprès de lui en tant que précepteur. Puis en 1613 Charles d'Autriche est élu à l'évêché de Bressanone, où il nomme un curateur car il fait de la Principauté de Neisse en Silésie sa résidence permanente.
Charles ne prononça ses vœux qu’en 1615 et n'est consacré évêque qu’en 1619, car lors des élections précédentes il n'a pas encore l’âge canonique. Toujours en 1619, il prend la succession de son défunt cousin l’archiduc Maximilien, au titre de grand maître de l’ordre Teutonique.
Les circonstances politiques et religieuses que le très-chrétien Charles découvre à son entrée en fonctions à Breslau sont peu réjouissantes ; du reste l’empereur Rodolphe II, quoique cousin de Charles, ne tarde pas à concéder (en 1609) aux princes protestants et aux chambres élues de Silésie une lettre de majesté reconnaissant la parité des Églises catholique et réformée, ce que Charles dénonce. En conséquence, et contrairement à la tradition, le gouvernement de Silésie est pour la première fois détaché du diocèse de Breslau et confié à un prince laïc.
Lorsqu'éclate la guerre de Trente Ans et que les autorités de Silésie ont reconnu l’électeur protestant Frédéric du Palatinat comme leur monarque, Charles prend la fuite de Neisse et trouve d'abord refuge chez son beau-frère, le roi de Pologne Sigismond Wasa, puis traverse les Alpes et s'établit dans son diocèse de Bressanone. À l’issue de la bataille de la Montagne Blanche, il peut rentrer à Neisse et, avec le concours des Jésuites et d’autres ordres religieux nés de la Contre-Réforme, y entreprend la reconquête des esprits : les Protestants doivent se convertir ou quitter le pays. En 1622, l'archevêque fonde à Neisse une école jésuite où il s'assure le concours du père Scheiner.
En 1624, il gagne la cour de Madrid à l'invitation du roi Philippe IV d'Espagne, qui envisage de le nommer vice-roi de Portugal ; mais il est déjà malade en arrivant à Madrid et meurt à la fin du mois de décembre 1624.
Il est inhumé au palais de l’Escurial, et son cœur conservé (suivant ses dernières volontés) dans une châsse en argent dans l'église jésuite de Neisse.

## Source
- (de) Cet article est partiellement ou en totalité issu de l’article de Wikipédia en allemand intitulé « Karl von Innerösterreich » (voir la liste des auteurs).